# Максимилијан Гјеримски
Максимилијан Дионизи Гјермски (Варшава, 1846 – Рајхенхал, 1874) био је пољски сликар, специјализован углавном за аквареле. 
Био је старији брат сликара Александра Гјеримског.
Као седамнаестогодишњак, учествовао је у Јануарском устанку. У почетку се школовао у Варшавској школи цртања, али је потом добио државну стипендију 1867. и отишао да студира на Академији лепих уметности у Минхену. Постао је један од водећих сликара минхенске реалистичке школе. У почетку најпознатији по овим бојним сликама, створио је и многе пејзажне слике, посебно јужне Пољске, коју је посетио неколико пута.
Био је успешан у западној Европи али није стекао ни одобравање ни популарност у Пољској 19. века, иако је од 1868. редовно слао слике на изложбе у Варшаву.

## Позната дела
- Krajobraz leśny (1866)
- Krajobraz z chatą i zaprzęgiem (1867)
- Potyczka z Tatarami (1867)
- Szarża rosyjskiej artylerii konnej (1867)
- Wymarsz powstańców ze wsi w 1863 roku (1867)
- Brzoza (1867)
- Pogrzeb w małym miasteczku (1868)
- Powrót bez pana (1868)
- Zwiad kozaków kubańskich (1868–69)
- Pejzaż jesienny z oraczem (1868–69)
- Krajobraz jesienny - studium pejzażu (1868–69)
- Rzeka (1868–70)
- Krajobraz o wschodzie słońca - przedświt (1869)
- Rekonesans huzarów austriackich (1869)
- Patrol polski w 1830 roku (1869)
- Adiutant sztabowy z 1830 roku (1869)
- Powstaniec z 1863 roku (1869)
- Droga wśród drzew (1870)
- Wyjazd na polowanie I (1871)
- Zima w małym miasteczku (1872)
- Patrol powstańczy przy ognisku (1872)
- Patrol powstańczy - pikieta (1872–73)
- Wiosna w małym miasteczku (1872–73)
- Noc (1872–73)